# Arthur Reed
Arthur L. Reed va ser un ciclista britànic que es dedicà al ciclisme en pista. Competint com amateur, va guanyar dues medalles, una d'elles d'or, als Campionats del món de Velocitat.

## Palmarès
- 1903
  -  Campió de Món amateur en velocitat individual
- 1904
  - 1r al Gran Premi de París amateur